# Ometéotl

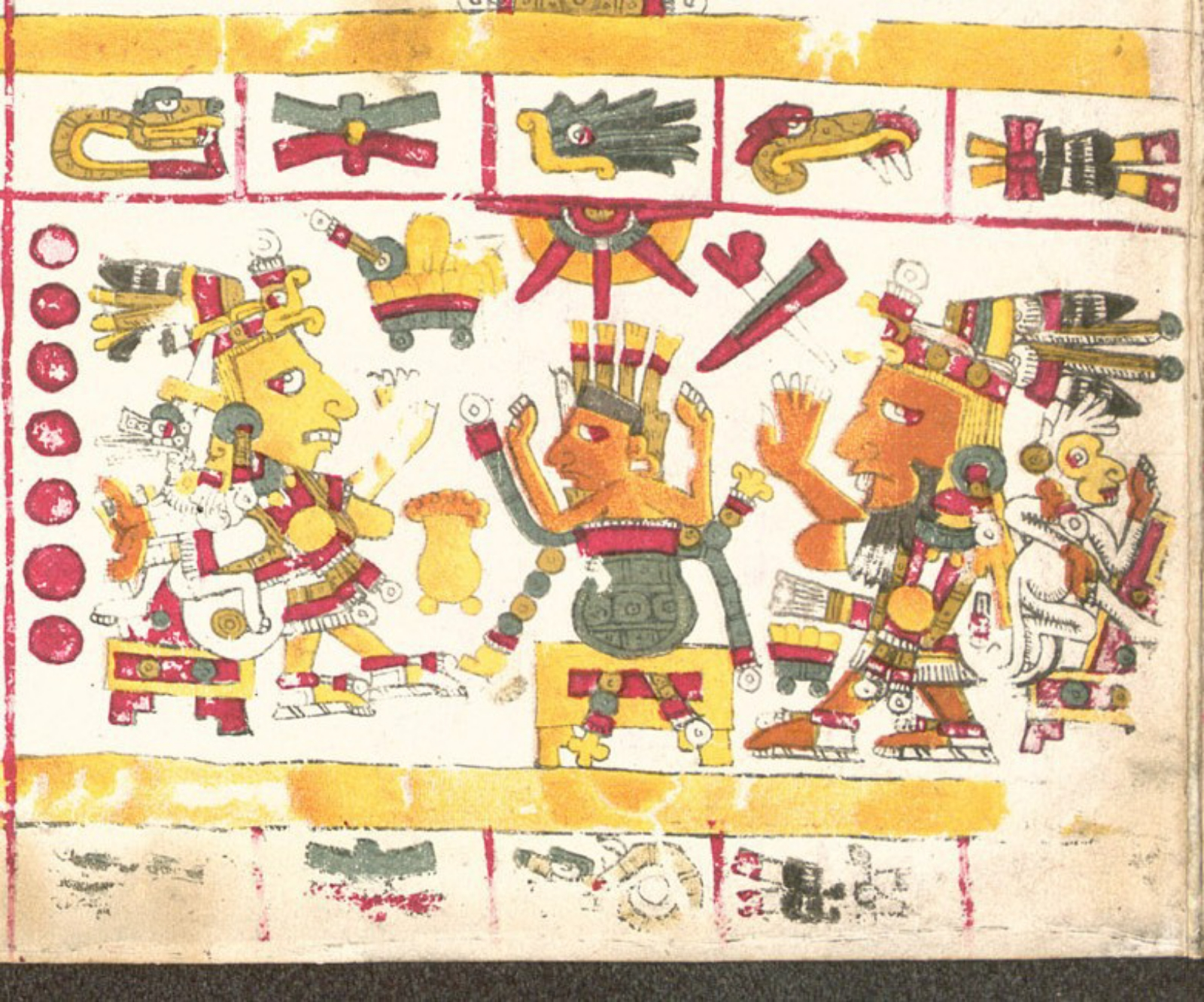
Ometecuhtli y Omecíhuatl en el Códice Borgia.

Ometéotl (del náhuatl Ome ‘dos’ y Teotl ‘deidad’, dos deidades), en la mitología mexica, es la suma de dos deidades primordiales de la creación, aunque no la síntesis de ellas. Está compuesto por Ometekohtli (del náhuatl: Ometekohtli ‘dos señor’‘ome 'dos'; tekohtli, señor’) y Omesíwatl (del náhuatl: Omesiwatl ‘dos señora’‘ome, dos; siwatl, señora’), el Señor y la Señora de la complementariedad. En la mitología nahua de la Huasteca se le conoce con el nombre de Ompacatotiotzin (del náhuatl: Onpakatotiotsin ‘divinidad doble’‘onpa, doble; totiotsin, divinidad’).

## Representación
Ometecohtli representa la esencia masculina de la creación y es esposo de Omecíhuatl y abuelo de 4 dioses a los cuales se les asigna un lugar: Tezcatlipoca rojo, el Tezcatlipoca negro , Quetzalcoatl y Omitecohtli.  
Estas dos deidades son muy antiguas y muy nombradas en los cantos.

## Nombres
Ometéotl son llamados in Tonan 'nuestra madre', in Totah 'nuestro padre', Huehuetéotl (del náhuatl: madre nuestra, padre nuestro, dios viejo) como dualidad, residen en Ilhuicatl-Omeyocan (del náhuatl: Ilwikatl Omeyokan ‘el cielo donde (está) la dualidad’‘ilwikatl, cielo; ome 'dos' -yotl; omeyotl, dualidad; -kan, locativo’) que, a su vez, ocupa el más alto lugar de los cielos, ellos son creadores del universo y cuanto hay en él, como "señor y señora de nuestra carne y sustento", suministran la energía cósmica universal de la que todas las cosas derivan, así como la continuidad de su existencia y sustento. Proveen y mantienen el ritmo oscilante del universo, y le confieren a cada cosa su naturaleza particular. De esta forma, llegó a aplicarse el mismo epíteto en náhuatl para el dios cristiano.

«En ningún lugar puede ser

La casa del sumo árbitro;

En todo lugar es invocado,

En todo lugar es venerado;

Se busca su renombre, su gloria en la tierra

Nadie puede ser,

Nadie puede ser amigo

Del que hace vivir a todo;

Solamente es invocado,

Sólo a su lado y junto a él

Puede haber vida en la tierra».
Cantares Mexicanos. Moyocoyatzin

## Relación con la mitología
La mitología mesoamericana introduce el concepto de lucha que se simboliza por los combates entre los Dioses como forma de concebir la vida cósmica. Esta forma de concebir las deidades es lo que da lugar a la rivalidad entre los Tezcatlipoca y Quetzalcoatl, fruto de la cual son una serie de creaciones (tal y como se recoge en "Anales de Cuahtitlán"): Quetzalcoatl se transforma en sol para prevalecer sobre los otros y es el que crea a los hombres (en un primigenio estadio de barbarie); los otros Dioses indignados, reaccionan, destruyen el sol, la tierra y todo cuanto existe en ella, utilizando el agua para ello, y transformando a los hombres en peces. En una segunda edad, la de los gigantes, el cielo se desploma; en la tercera, se destruye la tierra por una lluvia de fuego; en una cuarta edad, el viento es la fuerza destructora y el hombre se convierte en mono.